# Travis Perkins
Travis Perkins ist ein britisches Unternehmen mit Firmensitz in Northampton.
Das Unternehmen bietet verschiedene Produkte im Bauwesen in seinen Baumärkten im Vereinigten Königreich an. Das Unternehmen geht in seiner Geschichte bis 1797 zurück, als das Unternehmen The Benjamin Ingram gegründet wurde. 1988 fusionierten die britischen Unternehmen Travis & Arnold und Sandell Perkins. 
Am 6. Mai 2008 eröffnete das Unternehmen das 600. Geschäft im Vereinigten Königreich.
Das Unternehmen ist an der Londoner Börse gelistet und Teil des FTSE 250 Index.
Seit 2003 ist das Unternehmen Sponsor des Snooker-Turniers UK Championship. Des Weiteren ist Travis Perkins der Hauptsponsor des britischen Rugbyvereins Northampton Saints RFC.